# Australian Federal Police
La polizia federale australiana (in inglese australiano Australian Federal Police) è la forza di polizia nazionale dell’Australia. Ha il compito far rispettare le leggi federali australiane e di proteggere gli interessi del Commonwealth a livello locale e internazionale. Anche se le sue origini risalgono fino al 1901, è stata costituita ufficialmente il 19 ottobre del 1979.. L'AFP è un'agenzia indipendente del dipartimento del procuratore generale ed è responsabile dinanzi al procuratore generale e risponde al parlamento australiano. A partire da ottobre 2019 il commissario della polizia federale australiana è Reece Kershaw, ex commissario della polizia del Territorio del Nord.
L'AFP si concentra sulla prevenzione, l'indagine e l'interruzione della criminalità transnazionale, grave, complessa e organizzata, compresi il terrorismo e l'estremismo violento, la criminalità informatica, lo sfruttamento dei minori, il traffico di droga e la tratta di esseri umani. L'AFP è anche responsabile dell'attività di polizia di prossimità nel territorio della capitale australiana attraverso l'ACT Policing e in altri territori dipendenti, fornendo sicurezza protettiva nei principali aeroporti e protezione ravvicinata per dignitari tra cui il primo ministro dell'Australia e missioni diplomatiche estere, fornendo formazione alle forze dell'ordine per Agenzie partner dell'Asia-Pacifico, che agiscono come rappresentanti delle forze dell'ordine e della polizia internazionali dell'Australia e contribuiscono al mantenimento della pace delle Nazioni Unite in tutto il mondo. L'AFP è anche un membro della National Intelligence Community e lavora a stretto contatto con l'Australian Security Intelligence Organisation, l'Australian Border Force e l'Australian Criminal Intelligence Commission.

## Storia
La polizia federale australiana è stata costituita il 19 ottobre 1979 ai sensi dell'Australian Federal Police Act 1979 dopo la fusione dell'ex polizia del Commonwealth e della polizia del territorio della capitale australiana. Ciò ha fatto seguito a una revisione della capacità antiterrorismo dell'Australia da parte di Sir Robert Mark, ex commissario della polizia metropolitana nel Regno Unito, commissionata dal governo Fraser in seguito all'attentato all'Hilton del 1978. Nel novembre 1979, il Federal Narcotics Bureau è stata trasferita alla nuova agenzia. Nel 1984 la componente del servizio di protezione dell'AFP è stata separata formando l'Australian Protective Service sotto il servizio amministrativo e successivamente governato dal dipartimento del procuratore generale; quell'agenzia è stata ritrasferita all'AFP nel 2004 ed è ora conosciuta internamente come Australian Federal Police Specialist Protective Command o come "Uniform Protection".

## Supervisione
La Commissione parlamentare mista per l'applicazione della legge, una commissione mista di membri della Camera e del Senato australiani, ha la responsabilità della supervisione dell'AFP e della Australian Crime Commission.
Separatamente, la Commissione australiana per l'integrità delle forze dell'ordine (ACLEI) e l'Office of the Integrity Commissioner sono incaricati di indagare su questioni relative alla corruzione delle forze dell'ordine in Australia, nell'AFP e in altre agenzie.

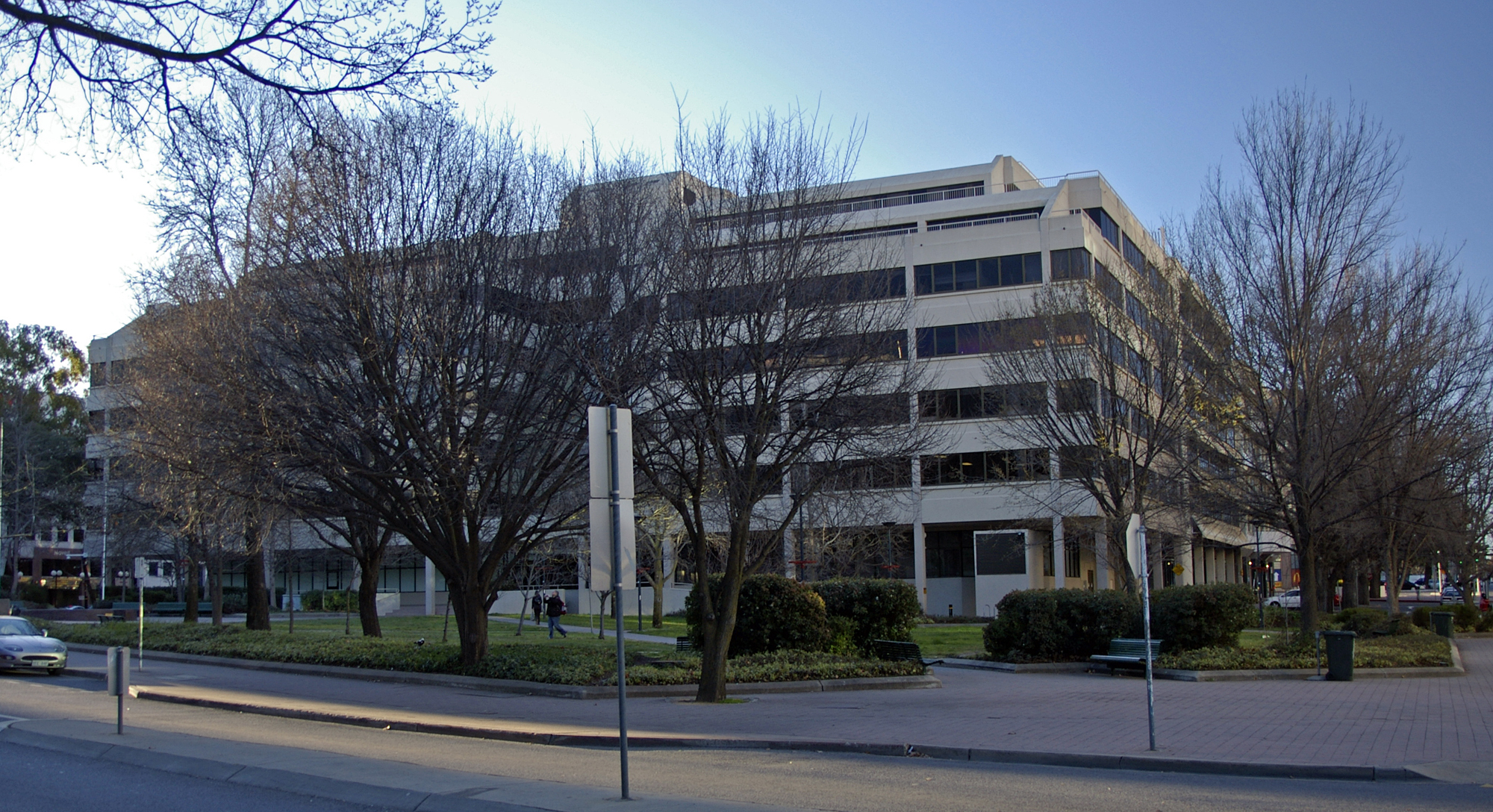
Ex quartier generale della polizia federale australiana

## Ruolo e funzioni
Il ruolo dell'AFP è quello di far rispettare il diritto penale australiano, contribuire alla lotta contro la criminalità complessa, transnazionale, grave e organizzata che ha un impatto sulla sicurezza nazionale australiana e proteggere gli interessi del Commonwealth dalle attività criminali in Australia e all'estero.
L'AFP è responsabile nei confronti del ministro dell'Interno. Le priorità chiave dell'AFP sono stabilite dal ministro degli Affari interni, attraverso una "direzione ministeriale" emessa ai sensi dell'Australian Federal Police Act 1979.  Le aree di enfasi operativa includono:
- indagare sulla criminalità complessa, transnazionale, grave e organizzata
- proteggere gli australiani e gli interessi australiani dal terrorismo e dall'estremismo violento
- rappresentare la polizia australiana e le forze dell'ordine a livello internazionale
- sviluppare capacità uniche e sfruttando la tecnologia avanzata per sostenere gli interessi nazionali dell'Australia.

Le responsabilità continue includono la fornitura di:
- servizi di polizia di prossimità in base a un contratto, nel territorio della capitale australiana e nei territori dell'isola di Natale, delle isole Cocos (Keeling), dell'isola di Norfolk e del territorio della baia di Jervis.
- capacità di protezione nazionale per garantire la protezione di individui, stabilimenti ed eventi specifici identificati dal governo australiano come a rischio.
- capacità nazionale di prima risposta antiterrorismo incentrata sulla sicurezza aerea e sulla protezione delle infrastrutture critiche.

## Commissari
- 1979 - 1982 Sir Colin Woods, KCVO, CBE, QPM
- 1983 - 1988 Major-General Ronald Grey, AO, DSO
- 1988 - 1994 Peter McAulay, AO, QPM
- 1994 - 2001 Mick Palmer, AO, APM
- 2001 - 2009 Mick Keelty, APM
- 2009 - 2014 Tony Negus, APM
- 2014 - 2019 Andrew Colvin APM,AO
- 2019 - Oggi Reece Kershaw APM